# Emil Bohinen
Emil Bohinen (Derby, 12 marzo 1999) è un calciatore norvegese, centrocampista del Genoa.

## Biografia
È il figlio di Lars Bohinen, anch'egli con un passato da calciatore.

## Caratteristiche tecniche
Di piede mancino, è un mediano forte fisicamente ed è più attento alla fase di copertura. Abile nel recuperare palloni, se la cava bene con le palle lunghe e nella battuta delle palle inattive. Sa far valere il suo sinistro anche per conclusioni dalla media-lunga distanza.

## Carriera

### Club

#### Gli inizi
Bohinen ha esordito in Eliteserien in data 17 aprile 2017, subentrando ad Hugo Vetlesen nella vittoria per 3-0 sul Sarpsborg 08.
Il 14 aprile 2019 ha realizzato la prima rete nella massima divisione norvegese, in occasione del successo casalingo per 3-1 sul Rosenborg.

#### CSKA Mosca
Il 15 febbraio 2021, è stato ufficializzato il suo passaggio ai russi del CSKA Mosca.

#### Salernitana
Il 31 gennaio 2022, ultimo giorno della finestra invernale del calciomercato, Bohinen passa alla Salernitana con la formula del prestito con diritto di riscatto. Quindi, il 7 febbraio seguente, fa il suo esordio in Serie A con i granata, subentrando al compagno Simone Verdi nel pareggio per 2-2 con lo Spezia. A fine stagione, con undici presenze totali Bohinen contribuisce alla salvezza della squadra all'ultima giornata di campionato, venendo così riscattato automaticamente dalla società per poco più di tre milioni di euro.

#### Genoa e prestito al Frosinone
Il 17 gennaio 2024 viene ufficializzata la sua cessione in prestito al Genoa con diritto di riscatto fissato a 2 milioni di euro, che diventerà obbligatorio in caso di salvezza dei rossoblù. Fa il proprio debutto con i rossoblù il 28 gennaio seguente nei minuti finali della gara casalinga vinta contro il Lecce per 2-1. Il 30 aprile, in seguito alla salvezza aritmetica del Grifone, viene esercitato il suo diritto di riscatto.
Il 3 febbraio 2025, dopo avere trovato poco spazio coi liguri ed essere finito ai margini della rosa, viene ceduto in prestito in Serie B al Frosinone. Il 25 aprile trova le sue prime reti nel campionato italiano, siglando entrambe le marcature del pareggio casalingo contro lo Spezia per 2-2. 

### Nazionale
Bohinen ha rappresentato la Norvegia a livello Under-16, Under-17, Under-18, Under-20 e Under-21. Con la compagine Under-20 ha partecipato al Mondiale 2019, in cui la Norvegia è stata eliminata al termine della fase a gironi.

## Statistiche

### Presenze e reti nei club
Statistiche aggiornate al 3 febbraio 2025.
| Stagione           | Club               | Campionato         | Campionato | Campionato | Coppe nazionali | Coppe nazionali | Coppe nazionali | Coppe continentali | Coppe continentali | Coppe continentali | Supercoppe | Supercoppe | Supercoppe | Totale | Totale |
| Stagione           | Club               | Comp               | Pres       | Reti       | Comp            | Pres            | Reti            | Comp               | Pres               | Reti               | Comp       | Pres       | Reti       | Pres   | Reti   |
| ------------------ | ------------------ | ------------------ | ---------- | ---------- | --------------- | --------------- | --------------- | ------------------ | ------------------ | ------------------ | ---------- | ---------- | ---------- | ------ | ------ |
| 2017               | Stabæk             | ES                 | 3          | 0          | CN              | 3               | 0               | -                  | -                  | -                  | -          | -          | -          | 6      | 0      |
| 2018               | Stabæk             | ES                 | 11         | 0          | CN              | 1               | 0               | -                  | -                  | -                  | -          | -          | -          | 12     | 0      |
| 2019               | Stabæk             | ES                 | 29         | 4          | CN              | 2               | 0               | -                  | -                  | -                  | -          | -          | -          | 31     | 4      |
| 2020               | Stabæk             | ES                 | 24         | 5          | -               | -               | -               | -                  | -                  | -                  | -          | -          | -          | 24     | 5      |
| Totale Stabæk      | Totale Stabæk      | Totale Stabæk      | 67         | 9          |                 | 6               | 0               |                    | -                  | -                  |            | -          | -          | 73     | 9      |
| 2020-2021          | CSKA Mosca         | PL                 | 4          | 0          | PL              | -               | -               | UEL                | -                  | -                  |            | -          | -          | 4      | 0      |
| 2021-gen. 2022     | CSKA Mosca         | PL                 | 8          | 1          | CR              | 2               | 1               | UEL                | -                  | -                  |            | -          | -          | 10     | 2      |
| Totale CSKA Mosca  | Totale CSKA Mosca  | Totale CSKA Mosca  | 12         | 1          |                 | 2               | 1               |                    | -                  | -                  |            | -          | -          | 14     | 2      |
| gen.-giu. 2022     | Salernitana        | A                  | 11         | 0          | CI              | -               | -               | -                  | -                  | -                  | -          | -          | -          | 11     | 0      |
| 2022-2023          | Salernitana        | A                  | 24         | 0          | CI              | 1               | 0               | -                  | -                  | -                  | -          | -          | -          | 25     | 0      |
| 2023-gen. 2024     | Salernitana        | A                  | 12         | 0          | CI              | 1               | 0               | -                  | -                  | -                  | -          | -          | -          | 13     | 0      |
| Totale Salernitana | Totale Salernitana | Totale Salernitana | 47         | 0          |                 | 2               | 0               |                    | -                  | -                  |            | -          | -          | 49     | 0      |
| gen.-giu. 2024     | Genoa              | A                  | 5          | 0          | CI              | -               | -               | -                  | -                  | -                  | -          | -          | -          | 5      | 0      |
| 2024-feb. 2025     | Genoa              | A                  | 3          | 0          | CI              | 1               | 0               | -                  | -                  | -                  | -          | -          | -          | 4      | 0      |
| Totale Genoa       | Totale Genoa       | Totale Genoa       | 8          | 0          |                 | 1               | 0               |                    | -                  | -                  |            | -          | -          | 9      | 0      |
| feb.-giu. 2025     | Frosinone          | B                  | 0          | 0          | CI              | -               | -               | -                  | -                  | -                  | -          | -          | -          | 0      | 0      |
| Totale carriera    | Totale carriera    | Totale carriera    | 134        | 10         |                 | 11              | 1               |                    | -                  | -                  |            | -          | -          | 145    | 11     |

### Cronologia presenze e reti in nazionale
| Cronologia completa delle presenze e delle reti in nazionale ― Norvegia under 21 | Cronologia completa delle presenze e delle reti in nazionale ― Norvegia under 21 | Cronologia completa delle presenze e delle reti in nazionale ― Norvegia under 21 | Cronologia completa delle presenze e delle reti in nazionale ― Norvegia under 21 | Cronologia completa delle presenze e delle reti in nazionale ― Norvegia under 21 | Cronologia completa delle presenze e delle reti in nazionale ― Norvegia under 21 | Cronologia completa delle presenze e delle reti in nazionale ― Norvegia under 21 | Cronologia completa delle presenze e delle reti in nazionale ― Norvegia under 21 |
| Data                                                                             | Città                                                                            | In casa                                                                          | Risultato                                                                        | Ospiti                                                                           | Competizione                                                                     | Reti                                                                             | Note                                                                             |
| -------------------------------------------------------------------------------- | -------------------------------------------------------------------------------- | -------------------------------------------------------------------------------- | -------------------------------------------------------------------------------- | -------------------------------------------------------------------------------- | -------------------------------------------------------------------------------- | -------------------------------------------------------------------------------- | -------------------------------------------------------------------------------- |
| 20-11-2018                                                                       | La Manga                                                                         | Norvegia under 21                                                                | 3 – 2                                                                            | Turchia under 21                                                                 | Amichevole                                                                       | -                                                                                | 77’                                                                              |
| 22-3-2019                                                                        | San Pedro de Alcántara                                                           | Finlandia under 21                                                               | 8 – 3                                                                            | Norvegia under 21                                                                | Amichevole                                                                       | -                                                                                |                                                                                  |
| 25-3-2019                                                                        | San Pedro de Alcántara                                                           | Russia under 21                                                                  | 5 – 1                                                                            | Norvegia under 21                                                                | Amichevole                                                                       | -                                                                                | 73’                                                                              |
| 6-9-2019                                                                         | Drammen                                                                          | Norvegia under 21                                                                | 2 – 1                                                                            | Cipro under 21                                                                   | Qual. Europeo Under-21 2021                                                      | -                                                                                |                                                                                  |
| 10-9-2019                                                                        | Felcsút                                                                          | Ungheria under 21                                                                | 0 – 3                                                                            | Norvegia under 21                                                                | Amichevole                                                                       | -                                                                                | 83’                                                                              |
| 11-10-2019                                                                       | Žodzina                                                                          | Bielorussia under 21                                                             | 1 – 1                                                                            | Norvegia under 21                                                                | Qual. Europeo Under-21 2021                                                      | 1                                                                                | 79’                                                                              |
| 15-10-2019                                                                       | Drammen                                                                          | Norvegia under 21                                                                | 0 – 4                                                                            | Paesi Bassi under 21                                                             | Qual. Europeo Under-21 2021                                                      | -                                                                                |                                                                                  |
| 15-11-2019                                                                       | Larnaca                                                                          | Cipro under 21                                                                   | 1 – 2                                                                            | Norvegia under 21                                                                | Qual. Europeo Under-21 2021                                                      | -                                                                                |                                                                                  |
| 19-11-2019                                                                       | Drammen                                                                          | Norvegia under 21                                                                | 2 – 3                                                                            | Portogallo under 21                                                              | Qual. Europeo Under-21 2021                                                      | -                                                                                |                                                                                  |
| 9-10-2020                                                                        | Estoril                                                                          | Portogallo under 21                                                              | 4 – 1                                                                            | Norvegia under 21                                                                | Qual. Europeo Under-21 2021                                                      | -                                                                                | 74’                                                                              |
| Totale                                                                           |                                                                                  | Presenze                                                                         | 10                                                                               |                                                                                  | Reti                                                                             | 1                                                                                |                                                                                  |